# MyTona
MyTona (ООО «МайТона») — разработчик и издатель мобильных free-to-play игр со штатом более 1000 сотрудников. По версии App Annie в начале 2021 года входила в число 30 успешных издателей региона EMEA.
Компания была основана в 2012 году братьями-близнецами Афанасием и Алексеем Ушницкими. Штаб-квартира MyTona расположена в городе Окленд. Офисы компании расположены в Иваново, Владивостоке, Сингапуре, Санкт-Петербурге.[уточнить]

## История
Основатели компании, Алексей и Афанасий Ушницкие, начали заниматься разработкой игр в 2005 году. На своем первом компьютере они за два месяца создали игру Boxy Goxy.
В 2006 году ими была создана первая компания по разработке игр для персональных компьютеров и браузеров — «Sulus Games».
В 2008 году в свет вышел ремейк Boxy Goxy с улучшенной графикой и геймплеем — Xango Tango.
В 2009 году появилась ещё одна казуальная игра — Strange Cases.
В 2012 году Ушницкие создали новую компанию для создания мобильных free-to-play игр — MyTona.
Ежегодно MyTona проводит внутреннюю конференцию MyTonaCON, на которой традиционно собираются сотрудники со всех офисов с целью обмена опытом и обсуждения планов компании.
С 2017 года компания организует ежегодную республиканскую конференцию по цифровой 2D и 3D графике в Якутске — MyTona CG eXPo.
С 2019 года в компании проводится внутрикорпоративное мероприятие по достижению целей и саморазвитию сотрудников MYTONA Heroes. Это мероприятие стало одним из победителей «Геймдев HR Awards 2019».
В 2020 году в марте компания пожертвовала 45 млн рублей вместе с сервисом пассажирских перевозок inDriver и предпринимателем Арсеном Томским на закупку аппаратов для искусственной вентиляции легких (ИВЛ). MyTona стала первым игровым российским бизнесом, который решил финансово поддержать отечественное здравоохранение в период пандемии.

## Продукция
На начало 2019 года выпущено 5 игр на мобильные устройства — Seekers Notes, Cooking Diary, Ravenhill, Riddleside, Manastorm.
В 2015 году компания выпустила игру Seekers Notes (Записки Искателя). Seekers Notes входит в «Топ самых кассовых игр 2018 от команд из России, Украины и Прибалтики» по версии App Annie.
В 2018 году компания выпустила Cooking Diary, игру в жанре «time management». 19 марта 2019 г. Cooking Diary победила в номинации «People’s Choice Award» во время 15ой International Mobile Gaming Awards в Сан-Франциско. Также Cooking Diary получил награду People’s Voice Award международной премии Webby Awards 2020. В 2020 году в октябре состоялась коллаборация вместе с стриминговым сервисом Netflix, в её рамках был выпущен хэллоуинский апдейт Cooking Diary x Stranger Things.
В 2018 году компания выпустила игру Ravenhill: Hidden Mystery, в жанре «hidden object». В 2020 году проект был закрыт.
В 2019 году компания выпустила свой новый match-3 проект — Riddleside: Fading Legacy.
В 2019 году компания выпустила свой первый мидкор-проект — Manastorm: Arena of Legends в жанре «brawler arena». В 2020 году проект был закрыт.
В 2020 году компания выпустила в технический запуск два проекта — top-down shooter OutFire и match-3-игру Crooked Pines.
В 2021 году стало известно, что компания выступит издателем анонсированной игры в жанре survival The Day Before. Проект разрабатывает студия Fntastic.